# Aldis Intlers
Aldis Intlers (ur. 24 kwietnia 1965 w Lipawie, zm. 28 sierpnia 1994 w okręgu lipawskim) – łotewski bobsleista reprezentujący także ZSRR, brązowy medalista mistrzostw świata.

## Kariera
Największy sukces w karierze osiągnął w 1989 roku, kiedy wspólnie z Jānisem Ķipursem wywalczył brązowy medal w dwójkach podczas mistrzostw świata w Cortina d’Ampezzo. Był to jednak jego jedyny medal wywalczony na międzynarodowej imprezie tej rangi. W 1992 roku wystąpił na igrzyskach olimpijskich w Albertville, zajmując szesnaste miejsce w dwójkach i czwórkach. Na rozgrywanych dwa lata później igrzyskach olimpijskich w Lillehammer był dziesiąty w dwójkach, a rywalizację w czwórkach ukończył na trzynastej pozycji.
W 1994 roku zginął w wypadku samochodowym.